# Félix Suárez Inclán
Félix Suarez Inclán y González Villar (Avilés, 23 de junho de 1854 — Madri, 1939) foi um advogado e político espanhol. Foi ministro da Agricultura, Industria, Comercio y Obras Públicas durante a regência de María Cristina de Habsburgo-Lorena e ministro da Fazenda durante o reinado de Alfonso XIII.